# پیرمونت (نیوهمپشایر)
پیرمونت (به انگلیسی: Piermont) یک منطقهٔ مسکونی در ایالات متحده آمریکا است که در شهرستان گرافتن، نیوهمپشایر واقع شده‌است.
 پیرمونت ۱۰۳٫۱ کیلومتر مربع مساحت و ۷۹۰ نفر جمعیت دارد و ۱۷۳ متر بالاتر از سطح دریا واقع شده‌است.